# Reprezentacja Południowej Afryki w piłce nożnej kobiet
Reprezentacja Południowej Afryki w piłce nożnej kobiet – reprezentacja Południowej Afryki piłkarek nożnych, sterowana przez South African Football Association. Jest powoływana przez selekcjonera, w niej występować mogą wyłącznie zawodniczki posiadające obywatelstwo południowoafrykańskie.
Największymi sukcesami reprezentacji jest 5-krotne zdobycie srebrnych medali na mistrzostwach Afryki (1995, 2000, 2008, 2012, 2018).

## Udział w turniejach międzynarodowych

### Mistrzostwa świata
Dotychczas żeńskiej reprezentacji Republiki Południowej Afryki tylko raz udało się awansować do finałów mistrzostw świata. W 2019 po raz pierwszy startowała w turnieju finałowym. Odpadła jednak już po fazie grupowej 
| Rok   | Runda                   | Pozycja                 | M                       | W                       | R                       | P                       | GZ                      | GS                      |
| ----- | ----------------------- | ----------------------- | ----------------------- | ----------------------- | ----------------------- | ----------------------- | ----------------------- | ----------------------- |
| 1991  | Zdyskwalifikowana       | Zdyskwalifikowana       | Zdyskwalifikowana       | Zdyskwalifikowana       | Zdyskwalifikowana       | Zdyskwalifikowana       | Zdyskwalifikowana       | Zdyskwalifikowana       |
| 1995  | Nie zakwalifikowała się | Nie zakwalifikowała się | Nie zakwalifikowała się | Nie zakwalifikowała się | Nie zakwalifikowała się | Nie zakwalifikowała się | Nie zakwalifikowała się | Nie zakwalifikowała się |
| 1999  | Nie zakwalifikowała się | Nie zakwalifikowała się | Nie zakwalifikowała się | Nie zakwalifikowała się | Nie zakwalifikowała się | Nie zakwalifikowała się | Nie zakwalifikowała się | Nie zakwalifikowała się |
| 2003  | Nie zakwalifikowała się | Nie zakwalifikowała się | Nie zakwalifikowała się | Nie zakwalifikowała się | Nie zakwalifikowała się | Nie zakwalifikowała się | Nie zakwalifikowała się | Nie zakwalifikowała się |
| 2007  | Nie zakwalifikowała się | Nie zakwalifikowała się | Nie zakwalifikowała się | Nie zakwalifikowała się | Nie zakwalifikowała się | Nie zakwalifikowała się | Nie zakwalifikowała się | Nie zakwalifikowała się |
| 2011  | Nie zakwalifikowała się | Nie zakwalifikowała się | Nie zakwalifikowała się | Nie zakwalifikowała się | Nie zakwalifikowała się | Nie zakwalifikowała się | Nie zakwalifikowała się | Nie zakwalifikowała się |
| 2015  | Nie zakwalifikowała się | Nie zakwalifikowała się | Nie zakwalifikowała się | Nie zakwalifikowała się | Nie zakwalifikowała się | Nie zakwalifikowała się | Nie zakwalifikowała się | Nie zakwalifikowała się |
| 2019  | Faza grupowa            | Faza grupowa            | Faza grupowa            | Faza grupowa            | Faza grupowa            | Faza grupowa            | Faza grupowa            | Faza grupowa            |
| Razem | Turniejów finał.        | 1/8                     | 3                       | 0                       | 0                       | 3                       | 1                       | 8                       |

### Igrzyska Olimpijskie
Piłkarki Republiki Południowej Afryki dwa razy zakwalifikowały się na turniej finałowy Igrzysk Olimpijskich. Najwyższe osiągnięcie to faza grupowa w 2012 i 2016. 
| Rok   | Runda                             | M                                 | W                                 | R                                 | P                                 | GZ                                | GS                                |                                   |
| ----- | --------------------------------- | --------------------------------- | --------------------------------- | --------------------------------- | --------------------------------- | --------------------------------- | --------------------------------- | --------------------------------- |
| 1996  | Nie zakwalifikowała się           | Nie zakwalifikowała się           | Nie zakwalifikowała się           | Nie zakwalifikowała się           | Nie zakwalifikowała się           | Nie zakwalifikowała się           | Nie zakwalifikowała się           | Nie zakwalifikowała się           |
| 2000  | Nie zakwalifikowała się           | Nie zakwalifikowała się           | Nie zakwalifikowała się           | Nie zakwalifikowała się           | Nie zakwalifikowała się           | Nie zakwalifikowała się           | Nie zakwalifikowała się           | Nie zakwalifikowała się           |
| 2004  | Nie zakwalifikowała się           | Nie zakwalifikowała się           | Nie zakwalifikowała się           | Nie zakwalifikowała się           | Nie zakwalifikowała się           | Nie zakwalifikowała się           | Nie zakwalifikowała się           | Nie zakwalifikowała się           |
| 2008  | Nie zakwalifikowała się           | Nie zakwalifikowała się           | Nie zakwalifikowała się           | Nie zakwalifikowała się           | Nie zakwalifikowała się           | Nie zakwalifikowała się           | Nie zakwalifikowała się           | Nie zakwalifikowała się           |
| 2012  | Faza grupowa                      | 3                                 | 0                                 | 1                                 | 2                                 | 1                                 | 7                                 |                                   |
| 2016  | Faza grupowa                      | 3                                 | 0                                 | 1                                 | 2                                 | 0                                 | 3                                 |                                   |
| 2020  | Eliminacje jeszcze nie rozgrywane | Eliminacje jeszcze nie rozgrywane | Eliminacje jeszcze nie rozgrywane | Eliminacje jeszcze nie rozgrywane | Eliminacje jeszcze nie rozgrywane | Eliminacje jeszcze nie rozgrywane | Eliminacje jeszcze nie rozgrywane | Eliminacje jeszcze nie rozgrywane |
| Razem | 2/6                               | 6                                 | 0                                 | 2                                 | 4                                 | 1                                 | 10                                |                                   |

### Mistrzostwa Afryki
Południowoafrykańskiej drużynie 13 razy udało się zakwalifikować do finałów Pucharu Narodów Afryki. 5-krotnie zdobywała tytuł wicemistrza.
| Rok   | Runda             | M                 | W                 | R                 | P                 | GZ                | GS                |                   |
| ----- | ----------------- | ----------------- | ----------------- | ----------------- | ----------------- | ----------------- | ----------------- | ----------------- |
| 1991  | Zdyskwalifikowana | Zdyskwalifikowana | Zdyskwalifikowana | Zdyskwalifikowana | Zdyskwalifikowana | Zdyskwalifikowana | Zdyskwalifikowana | Zdyskwalifikowana |
| 1995  | Wicemistrz        | 6                 | 3                 | 1                 | 2                 | 19                | 20                |                   |
| 1998  | Faza grupowa      | 2                 | 0                 | 0                 | 2                 | 2                 | 7                 |                   |
| 2000  | Wicemistrz        | 5                 | 4                 | 0                 | 1                 | 9                 | 3                 |                   |
| 2002  | 4. miejsce        | 5                 | 2                 | 1                 | 2                 | 6                 | 11                |                   |
| 2004  | Faza grupowa      | 3                 | 0                 | 0                 | 3                 | 2                 | 7                 |                   |
| 2006  | 3. miejsce        | 5                 | 2                 | 1                 | 2                 | 8                 | 5                 |                   |
| 2008  | Wicemistrz        | 5                 | 3                 | 0                 | 2                 | 7                 | 4                 |                   |
| 2010  | 3. miejsce        | 5                 | 3                 | 1                 | 1                 | 10                | 6                 |                   |
| 2012  | Wicemistrz        | 5                 | 3                 | 0                 | 2                 | 6                 | 6                 |                   |
| 2014  | 4. miejsce        | 5                 | 1                 | 1                 | 3                 | 7                 | 6                 |                   |
| 2016  | 4. miejsce        | 5                 | 1                 | 1                 | 3                 | 5                 | 3                 |                   |
| 2018  | Wicemistrz        | 5                 | 3                 | 2                 | 0                 | 11                | 2                 |                   |
| Razem | 13/13             | 56                | 25                | 8                 | 23                | 92                | 80                |                   |

### Igrzyska afrykańskie
Reprezentacja kraju dwukrotnie zajmowała drugie miejsce w rozgrywkach Igrzysk afrykańskich.
| Rok   | Runda        | M  | W | R | P | GZ | GS |
| ----- | ------------ | -- | - | - | - | -- | -- |
| 2003  | Wicemistrz   | 5  | 4 | 0 | 1 | 12 | 3  |
| 2007  | Wicemistrz   | 4  | 2 | 1 | 1 | 7  | 7  |
| 2011  | 4. miejsce   | 5  | 1 | 2 | 2 | 8  | 10 |
| 2015  | Faza grupowa | 2  | 0 | 2 | 0 | 1  | 1  |
| Razem | 4/4          | 16 | 7 | 5 | 4 | 28 | 21 |